# Ramsholmen (Bjørnafjorden)
Ne doit pas être confondu avec Ramsholmen.
Ramsholmen est une île norvégienne dans le comté de Hordaland. Elle fait partie du territoire de l'ancienne commune de Øs, aujourd'hui rattachée à Bjørnafjorden.

## Géographie
Rocheuse et couverte d'arbres, elle s'étend sur environ 689 m de longueur pour une largeur approximative de 310 m. Elle compte une vingtaine de résidences. 